# Hipogrif

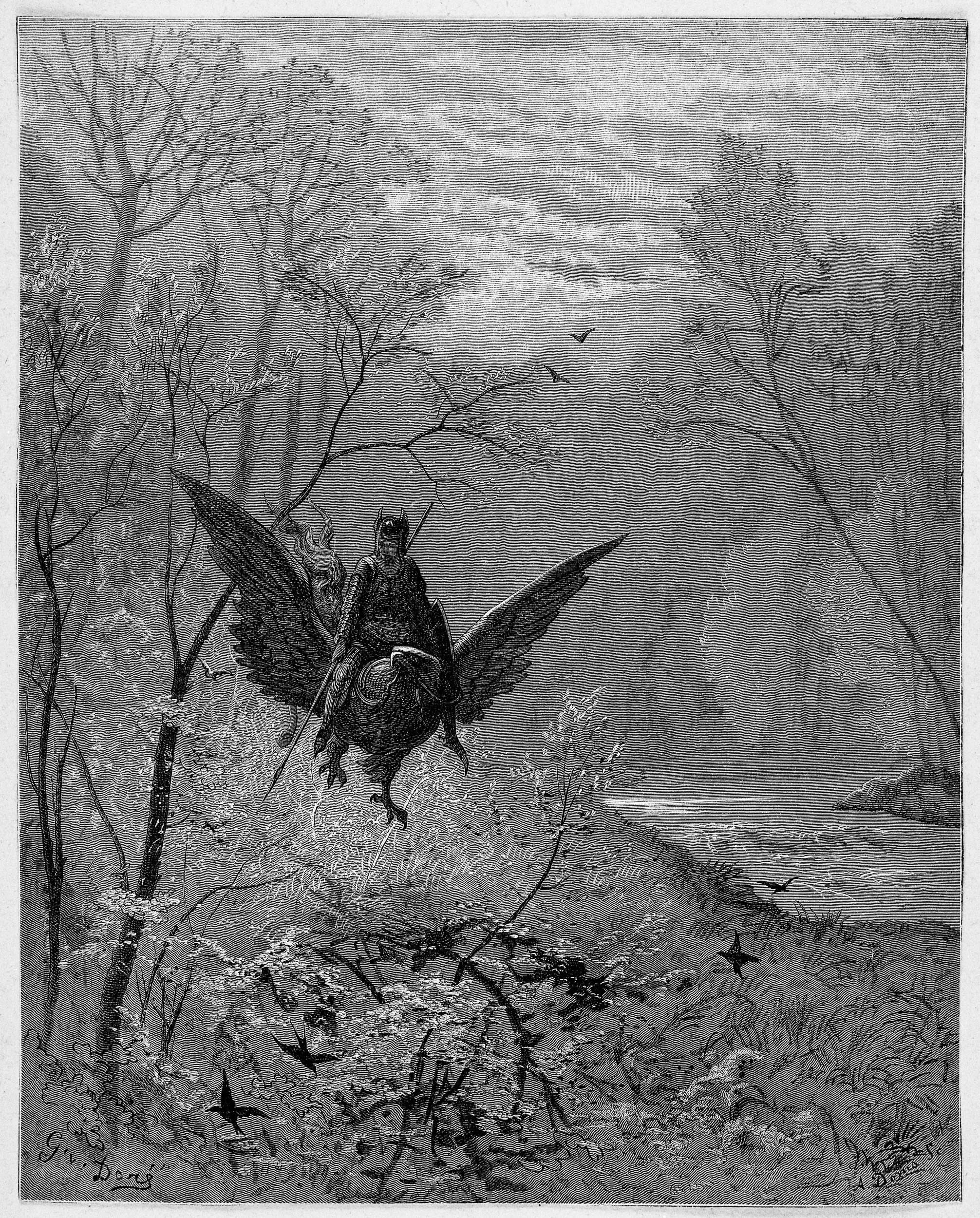
Hipogrif de Gustave Doré

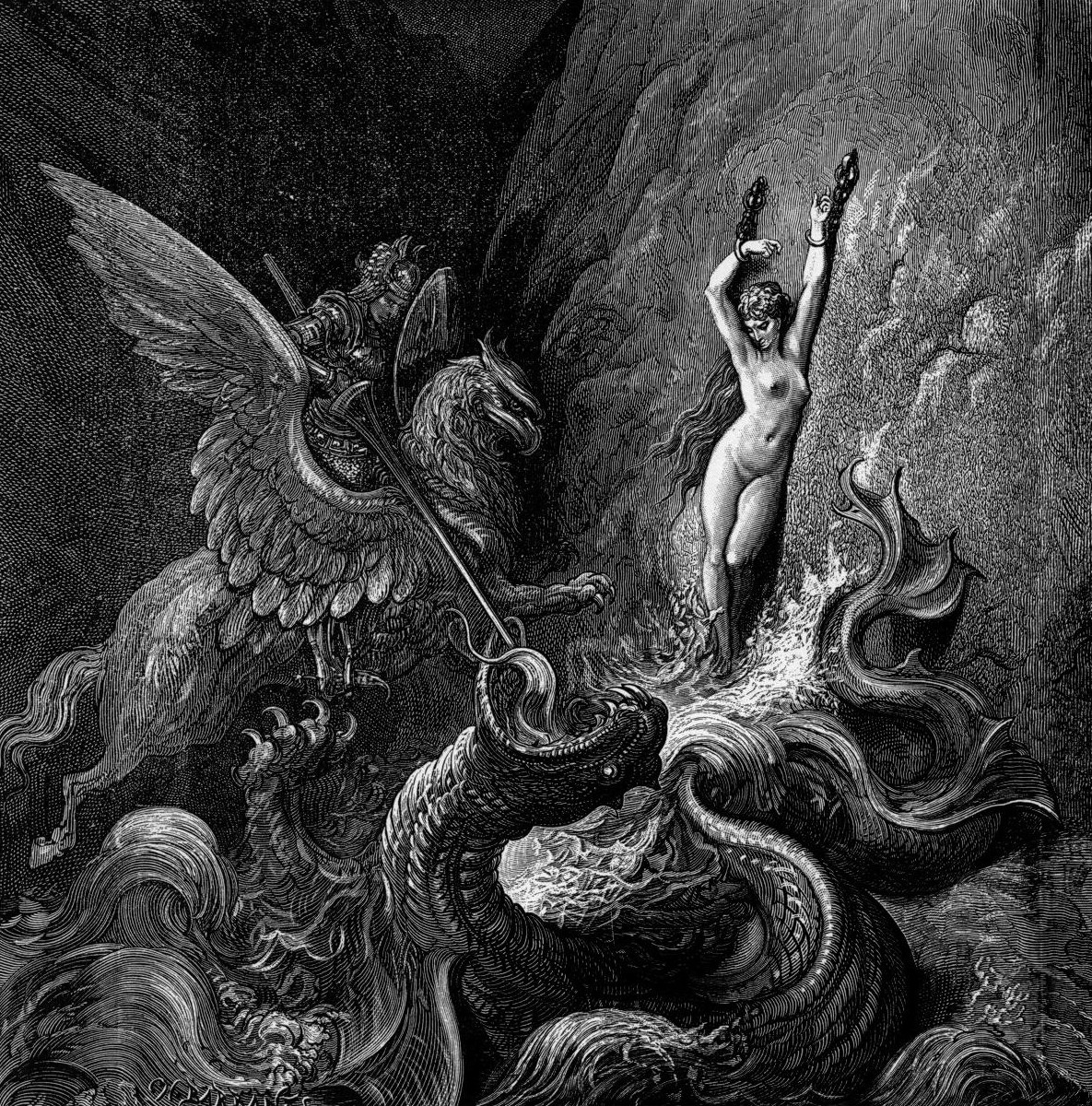
Hipogrif

L'hipogrif o hipogriu (del grec ἱππος, 'cavall' i γυρος, 'ganxut') és una criatura mitològica, encreuament entre un griu i una euga, amb el cap, el pit i les ales d'àliga gegant i la resta de cos del cavall. La llegenda de l'hipogrif és originària d'Europa, però s'expandeix fins a aparèixer en el folklore de cultures d'altres llocs del món. L'origen sembla estar en una transformació del cavall Pegàs.

## Hàbits
S'explica que els hipogrifs mengen insectes (furguen la terra amb el bec per trobar-los), ocells i petits mamífers. Construeixen els seus nius a terra. Dins, hi ponen un sol ou gran i fràgil que fa l'oclusió al cap de 24 hores. La cria que en surt la cuiden els seus dos progenitors. Al cap d'una setmana ja vola, però és qüestió de mesos que acompanyi els seus pares en viatges llargs.

## Els hipogrifs en la literatura
Els hipogrifs, com totes les criatures mitològiques, són elements presents en la literatura. El primer que va escriure sobre aquests va ser el poeta italià Ludovico Ariosto en el seu poema èpic Orland furiós (1516). En aquest poema, es narren les gestes d'alguns cavallers de Carlemany que muntaven hipogrifs.
També molts escriptors romàntics van escriure sobre hipogrifs en les seves aventures amb l'emperador. Per això, la informació que hi podem obtenir actualment està molt barrejada amb elements afegits a les obres literàries, per aquesta raó es confon molt amb el griu i amb l'opinicus.
Joanne Kathleen Rowling, en la seva novel·la Harry Potter i el pres d'Azkaban (1999), presenta un hipogrif que descriu detalladament en el llibre Bèsties fantàstiques i on trobar-les. Aquest és el Becbrau, un hipogrif fidel als seus amics: a en Hagrid i més tard també a en Harry. Gràcies al Becbrau, els protagonistes arriben al despatx del professor flitwig (encanteris) i salven en Sirius Black.

## Muntar un hipogrif
Segons les llegendes, és un ésser que es pot domar, tot i que només haurien d'intentar-ho persones molt experimentades i pacients, com Atlant (personatge de la novel·la Orland furiós), que en tenia un i el va ensinistrar. Tot i que, a l'hipogrif, li agrada burlar-se dels que intenten atrapar-lo, quan se'l munta es mostra com un company servicial, dòcil i fidel.
Relats històrics expliquen que l'hipogrif va ser la muntura preferida dels cavallers de l'emperador Carlemany (els segles viii i ix). Els historiadors van introduir aquesta dada per tal de donar majestuositat a la figura dels cavallers de Carlemany.
L'hipogrif és molt avantatjós a l'hora de muntar-lo enfront del cavall perquè, segons la llegenda, és ràpid, no necessita cap brida perquè fa el que se li diu i, a més, és capaç de volar més alt i més de pressa que qualsevol ocell. Quan ha d'aterrar, es precipita a gran velocitat cap a terra i hi arriba dret i sense fer-se mal. Per això, els cavallers que el muntin han de ser molt valents, ja que els moviments dels hipogrifs són ràpids i bruscos.